# Lebinthus buruensis
Lebinthus buruensis är en insektsart som beskrevs av Robillard 2010. Lebinthus buruensis ingår i släktet Lebinthus och familjen syrsor. Inga underarter finns listade i Catalogue of Life.